# Cục Quân y, Quân đội nhân dân Việt Nam
Cục Quân y  trực thuộc Tổng cục Hậu cần - Kỹ thuật, Quân đội nhân dân Việt Nam được thành lập vào ngày 16 tháng 4 năm 1946 với nhiệm vụ bảo vệ, chăm sóc sức khỏe bộ đội, cứu chữa thương binh, bệnh binh, tham gia bảo vệ, chăm sóc sức khỏe cho nhân dân.
- Ngày truyền thống: ngày 16 tháng 4 năm 1946
- Trụ sở: Số 276 Nghi Tàm, quận Tây Hồ, thành phố Hà Nội

## Lịch sử hình thành
- Ngày 02/9/1945, Chủ tịch Hồ Chí Minh tuyên bố nước Việt Nam độc lập. Chính phủ Việt Nam mới thành lập sau nạn đói làm 2 triệu người chết, nạn lụt mất cả một vụ lúa, với 85% dân số mù chữ và ngân khố vỏn vẹn có 1 triệu đồng bạc Đông Dương rách nát, đã phải đương đầu ngay với giặc đói, giặc dốt và giặc ngoại xâm. Quân và dân kháng chiến phải rời các đô thị về tổ chức chiến đấu ở các vùng nông thôn và rừng núi. Thiếu vũ khí, đạn dược, trang bị, thiếu lương thực, thuốc men, nhưng nghiêm trọng hơn là thiếu cán bộ, thiếu kiến thức, thiếu hiểu biết, thiếu kinh nghiệm về mọi mặt. Trong khi cả nước chỉ có hơn 100 bác sĩ, có tỉnh chỉ có 1 y sĩ.[2]
- Sau khi thành lập Chính phủ liên hiệp, ngày 25/3/1946 Hồ Chủ tịch ký sắc lệnh số 34/SL tổ chức lại Bộ Quốc phòng, trong đó có Cục Quân y và cử bác sĩ Vũ Văn Cẩn làm Cục trưởng.[2]
- Ngày 16/4/1946, Bộ Quốc phòng ban hành Nghị định số 12/NĐ quy định nhiệm vụ và tổ chức Cục Quân y và các Cục trong Bộ Quốc phòng. Chỉ sau 2 tháng, tháng 6/1946 Cục Quân y tổ chức Hội nghị quân y lần thứ nhất; và đến ngày 09/3/1948 đã tổ chức Hội nghị quân y lần thứ VI. Hội nghị quân y VI là một hội nghị lớn, có đại biểu từ Liên khu IV trở ra; Hội nghị vinh dự được Hồ Chủ tịch gửi thư động viên, đồng chí Võ Nguyên Giáp đến dự và hướng dẫn về tình hình và nhiệm vụ mới, trong đó có nhiệm vụ coi trọng hoạt động của quân y ở cơ sở. Hội nghị quân y VI đề ra khẩu hiệu "Phòng bệnh hơn chữa bệnh". Trong 20 ngày cuối tháng 6 và đầu tháng 7/1949, Cục Quân y triệu tập hội nghị y tá đại đội, đề cập đến một số vấn đề cơ bản, như: "Người quân y phải nêu cao tinh thần vì bộ đội, vì người binh nhì, vì nhân dân".[2]
- Ngày 3-10-2011, Bộ Quốc phòng ra quyết nghị điều chuyển Cơ quan Cục Quân y cùng 7 đơn vị cơ sở trực thuộc về trực thuộc Bộ Quốc phòng.[3]
- Ngày 30 tháng 10 năm 2017, Bộ Quốc phòng quyết định điều chuyển lại nguyên trạng Cục Quân y trực thuộc Bộ Quốc phòng về trực thuộc Tổng cục Hậu cần.[4]

## Lãnh đạo hiện nay
- Cục trưởng: Thiếu tướng, Giáo sư, Tiến sĩ, Bác sĩ Nguyễn Trường Giang
- Phó Cục trưởng:

1. Thiếu tướng, Tiến sĩ, Bác sĩ Trần Công Trường
2. Đại tá, Tiến sĩ, Bác sĩ chuyên khoa 2 Trần Duy Hưng
3. Đại tá, Dược sĩ Nguyễn Hữu Mỹ
4. Đại tá,Phó giáo sư,Tiến sĩ,Bác sĩ Lê Văn Đông

## Tổ chức chính quyền
- Phòng Chính trị
- Phòng Tham mưu - Kế hoạch
- Phòng Điều trị
- Phòng Y học dự phòng
- Phòng Hậu cần - Kỹ thuật
- Phòng Dược
- Phòng Trang bị
- Ban Hành chính
- Ban Tài chính
- Ban Quân lực
- Văn phòng Ủy ban Dân số - Gia đình & trẻ em
- Viện Pháp y Quân đội
- Viện Y học dự phòng Quân đội
- Viện Y học dự phòng Quân đội phía Nam
- Viện Y học phóng xạ và U bướu Quân đội
- Viện Kiểm nghiệm Nghiên cứu Dược, Trang bị Quân đội
- Kho 706
- Kho 708

## Tổ chức Đảng
Tổ chức chung
Tổ chức Đảng bộ trong Cục Quân y theo phân cấp như sau:
- Đảng bộ Cục Quân y là cao nhất.
- Đảng bộ các Viện, Kho, Bệnh viện trực thuộc Cục Quân y
- Chi bộ các Phòng, ban cơ quan đơn vị trực thuộc Cục Quân y

## Khen thưởng
- 02 Huân chương Sao vàng
- 04 Huân chương Hồ Chí Minh
- 02 Huân chương Độc lập
- 42 Huân chương Quân công
- 82 lượt đơn vị và 58 cá nhân được phong tặng danh hiệu Anh hùng Lực lượng vũ trang nhân dân và Anh hùng Lao động
- 76 cán bộ được phong tặng danh hiệu Thầy thuốc Nhân dân
- 14 cán bộ được phong tặng danh hiệu Nhà giáo Nhân dân

## Cục trưởng qua các thời kỳ
- 1946–1970, Vũ Văn Cẩn, Thiếu tướng (1974)
- 1969–1979, Võ Văn Vinh, Thiếu tướng (1980)
- 1979–1983, Nguyễn Sỹ Quốc, thiếu tướng
- 1983–1993, Nguyễn Ngọc Thảo, Trung tướng
- 1993–2001, Nguyễn Văn Thưởng, Thiếu tướng
- 2001–2010, Chu Tiến Cường, Thiếu tướng (2004) Trung tướng (2009)
- 2010–2017, Vũ Quốc Bình, Thiếu tướng (2011)
- 2018–5/2022, Nguyễn Xuân Kiên, Thiếu tướng (2018), Trung tướng (2023), nguyên Giám đốc Bệnh viện 87 (2008-2010)
- 5/2022–nay, Nguyễn Trường Giang, Thiếu tướng, nguyên Phó Giám đốc Học viện Quân y

## Chính ủy, bí thư Đảng ủy qua các thời kỳ
- Nguyễn Văn Vương
- Đặng Quốc Khánh, Thiếu tướng (2014)
- Nguyễn Xuân Kiên, Thiếu tướng (2018), Trung tướng (2022)
- Nguyễn Vân Giang

## Phó Cục trưởng qua các thời kỳ
- 2008–2011, Nguyễn Hoài Nam
- 2009–2010, Vũ Quốc Bình
- 2010–2018, Nguyễn Xuân Kiên
- 2011–2016, Lại Quang Long
- 2014–2017, Lê Trung Hải
- 2018–2022, Nguyễn Vân Giang
- 2022-nay, Trần Duy Hưng